# Бархатница тарпея
Бархатница тарпея (Oeneis tarpeja) — дневная бабочка из семейства Бархатницы.

## Этимология названия
Tarpeja (латинский) — Тарпея, дочь начальника римской крепости на Сатурнийском (позднее Капитолийском) холме, открывшая ворота сабинянам и ими же убитая.

## Описание
Длина переднего крыла 22—28 мм. Верхняя сторона крыльев рыжевато-охристая, с сероватой внешней каймой. Сверху и снизу на каждом крыле имеется по 4—5 черных овальных слепых «глазка» в постдискальной области.

## Ареал и местообитания
Большой Кавказ, Нижнее и Среднее Поволжье, Южный Урал, северный, восточный и юго-восточный Казахстан (Джунгарский Алатау), юг Сибири к востоку до Забайкалья и Монголии.
Встречается локально в типчаковых степях, на участках луговой степи в лесостепной зоне, ксероморфных лугах на песчаных почвах в лесах, иногда — сосновых, остепненных склонах в горах. На Большом Кавказе встречается на субальпийских и альпийских лугах на высоте от 2800 — 3400 м над ур. м.

## Биология
Развивается в одном поколении. Время лёта в степной и лесостепной зоне с середины мая до середины июня, а в случае продолжительной холодной весны — до конца июня. На Большом Кавказе летает с середины июня по середину июля. В степях бабочки часто летают по меловым массивам, среди растительности. В лесостепной зоне бабочки предпочитают сухие, прогреваемые открытые поляны в лесах. В окрестностях горы Эльбрус бабочки обитают на сухих каменистых злаковых склонах. Бабочки сидят в густых злаковых зарослях. Самцы активно летают в поисках самок. Кормовые растения гусениц: — овсяница, мятлик. Зимует куколка.